# ۶۵۸ (قمری)
۶۵۸ (قمری)، ششصد و پنجاه و هشتمین سال در گاهشماری هجری قمری است. اول محرم این سال برابر با هفدهم دسامبر سال ۱۲۵۹ میلادی است.